# La mafia tue seulement en été
Pour plus de détails, voir Fiche technique et Distribution.
La mafia tue seulement en été (La mafia uccide solo d'estate) est un film de 2013 réalisé et interprété par Pierfrancesco Diliberto, plus connu sous le nom de « Pif ». Il est sorti en Italie en 2013 et en France en 2014.
Il s'agit d'une comédie dramatique qui, au travers des souvenirs d'enfance du personnage principal, reconstruit, sur un mode souvent ironique et paradoxal, une tranche sanglante de l'activité criminelle de la Cosa nostra à Palerme des années 1980 au début des années 1990.
Le film a participé au Festival du film de Turin, où il a obtenu le prix du public comme meilleur film. Au Festival du film italien d'Annecy, il a emporté le Grand prix de la fiction. Le président du Sénat italien, Pietro Grasso, a qualifié ce film de « meilleure œuvre cinématographique sur la mafia qu'il ait jamais vue ».
Il a été adapté à la télévision sous le même titre sous la forme d'une série télévisée réalisée par Luca Ribuoli (it) et diffusée à partir de 2016 sur Rai 1.

## Synopsis
Le film raconte de façon tragicomique la vie de Salvatore, qui depuis ses plus jeunes années, croise la route de la mafia. C'est un enfant particulièrement sensible aux bizarreries qu'il voit survenir tous les jours dans sa ville. Il subit le destin de tous les jeunes journalistes et militants qui ont affronté la vérité en face et qui, trop souvent, deviennent des victimes de la mafia (it).

## Fiche technique
- Titre original : La mafia uccide solo d'estate
- Titre français : La mafia tue seulement en été
- Réalisation : Pierfrancesco Diliberto (« Pif »)
- Scénario : Pif, Michele Astori et Marco Martani
- Direction artistique : Marcello Di Carlo
- Costumes : Cristiana Riccieri
- Photographie : Roberto Forza (it)
- Montage : Cristiano Travaglioli
- Musique : Santi Pulvirenti (it)
- Production : Mario Gianani, Lorenzo Mieli
- Sociétés de production : Rai Cinema, Wildside (it)
- Sociétés de distribution : 01 Distribution (Italie)
- Pays d’origine : Italie
- Langue originale : italien
- Format : couleur — sonore
- Genre : Comédie dramatique
- Durée : 90 minutes
- Dates de sortie :
  -  Italie : 28 novembre 2013
  -  France : 14 octobre 2014

## Distribution
- Pierfrancesco Diliberto : Arturo
- Cristiana Capotondi : Flora
- Claudio Gioè (it) : Francesco
- Ninni Bruschetta (it) : Frère Giacinto
- Alex Bisconti : Arturo enfant
- Ginevra Antona : Flora enfant
- Maurizio Marchetti (it) : Jean Pierre
- Rosario Lisma : père d'Arturo
- Barbara Tabita : mère d'Arturo
- Antonio Alveario : Totò Riina

## Production
L'histoire prend sa source dans l'expérience personnelle et de citoyen de Pif et de nombreux autres palermitains qui, comme lui, ont vécu pendant des années une ville partagée entre la normalité du quotidien et la violence des actes mafieux. L'idée du film a germé chez le scénariste Marco Martani qui, en juillet 2013, après avoir vu le numéro de l'émission Il Testimone (it) consacrée à la mafia, décide de contacter l'auteur pour savoir s'il a des idées et des éléments à utiliser au cinéma. Pif, qui est auteur et animateur de l'émission Il Testimone (it), et qui a commencé sa carrière en tant qu'aide-réalisateur de Franco Zeffirelli en 1998 puis de Marco Tullio Giordana dans Les Cent pas en 2000, cueille l'occasion au vol et propose une idée qu'il développait depuis environ 4 ans.

## Distinctions
- Festival du film de Turin 2013
  - Prix du public à Pierfrancesco Diliberto
- Ville de Misilmeri 2014
  - Prix Rocco Chinnici
- David di Donatello 2014
  - Prix du meilleur nouveau réalisateur à Pierfrancesco Diliberto
  - Prix David des jeunes à Pierfrancesco Diliberto
- Ruban d'argent 2014
  - Prix du meilleur nouveau réalisateur à Pierfrancesco Diliberto
  - Prix du meilleur sujet à Michele Astori, Pierfrancesco Diliberto et Marco Martani
- Globe d'or 2014
  - Prix du meilleur scénario à Michele Astori, Pierfrancesco Diliberto et Marco Martani
- Ciak d'oro 2014
  - Ciak d'oro Alice des jeunes à Pierfrancesco Diliberto
- Bari International Film Festival
  - Prix Francesco Laudadio pour la meilleure première ou seconde œuvre à Pierfrancesco Diliberto
- Trailers FilmFest (it) 2014
  - Prix du public de la meilleure bande-annonce de la saison cinématographique
- Festival du film italien d'Annecy 2014
  - Grand prix de la fiction

## Autour du film
- Le nom du film ressemble au titre du livre La mafia uccide d'estate d'Angelino Alfano publié par Mondadori, ce qui est une coïncidence[5].
- Dans une scène du film, le chef mafieux Bagarella est absorbé à découper une photographie d'Ivana Spagna dans un journal des années 1980 tandis qu'il entonne une version personnelle de Easy Lady (en). La scène fait allusion à un fait réel appris en 1996 : le chef en question était tellement amoureux de la chanteuse qu'il songeait à la faire enlever.